# Ulla Sorbon
Olga Harriet Bohlin, ogift Sorbon, känd som Ulla Sorbon, född 7 mars 1915, död 29 juni 1941 i Sankt Görans församling i Stockholm, var en svensk skådespelare och sångare. Ulla Sorbon ingick i sång- och dansgruppen Sorbon Sisters. 
Ulla Sorbon var dotter till hovfotografen David Sorbon och syster till skådespelarna Marie-Louise, Stina och Bert Sorbon samt till konsthantverkaren Birgitta Sorbon Malmsten. Hon var gift från 1937 till sin död med skådespelaren Allan Bohlin.
Sorbon avled 1941 i tuberkulos på Renströmska sjukhuset i Göteborg. Hon är begravd på Norra begravningsplatsen i Solna med sin far, en syster och ett syskonbarn.

## Filmografi
- 1932 – En stulen vals
- 1932 – Muntra musikanter
- 1935 – Valborgsmässoafton
- 1936 – Bröllopsresan
- 1936 – Flickorna på Uppåkra
- 1936 – 33.333
- 1936 – S.F. cabaret
- 1937 – Klart till drabbning
- 1938 – Styrman Karlssons flammor
- 1939 – Ombyte förnöjer
- 1940 – Ett brott

## Teater

### Roller
| År   | Roll | Produktion                                   | Regi       | Teater        |
| ---- | ---- | -------------------------------------------- | ---------- | ------------- |
| 1937 | Jean | Jill Darling Marriott Edgar och Vivian Ellis | Karl Kinch | Oscarsteatern |